# Vsevolod Vitaljevič Višněvskij
Vsevolod Vitaljevič Višněvskij (rusky Всеволод Витальевич Вишневский; 21. prosince 1900 – 28. února 1951), byl sovětský dramatik.
Višněvskij byl nejen spisovatelem, dramatikem a filmovým scenáristou, ale především vojenským a politickým pracovníkem. Témata jeho her a filmových scénářů se zakládají na osobně prožitých událostech. V jeho díle se většinou se objevuje téma třídního boje, jeho díla lze považovat za jakýsi prototyp tehdejší socialistické tvorby.

## Dílo
- Optimistická tragédie - Jedná se o formu hrdinské epiky, kde je smrt jednotlivce považována za nevýznamnou - smutek nahrazuje optimistická éra socialismu.
- První jízdní,
- My z Kronštadtu,
- Nezapomenutelný rok 1919.